# 江口拓也のラストオーダー
『江口拓也のラストオーダー』（えぐちたくやのラストオーダー）は、文化放送にて放送されていたラジオ番組。

## 概要
「日曜深夜も開店している、完全予約制の秘密のBAR」という設定で、そこの常連客である江口と、声優仲間のゲストの2人だけで、2週にわたりゆったり語り合うトーク番組。

## 出演者

### パーソナリティ
- 江口拓也

### ゲスト
7月
- 6日・13日：西山宏太朗
- 20日・27日：増田俊樹

8月
- 3日・10日：安元洋貴
- 17日・24日：細谷佳正
- 31日・9月7日：小野坂昌也

9月
- 14日・21日：三木眞一郎

## 放送時間
- 月曜日 1:30 - 2:00（2020年7月6日 - 2020年9月28日）

特別番組放送時の対応
2020年7月6日の初回放送は、同年7月5日に実施の東京都知事選挙の開票特別番組『文化放送・東京都知事選挙開票スペシャル～どうなる小池都政』（19:50 - 21:00）放送のため、日曜夜のA&Gゾーン番組が変則的な編成となった。当番組は30分繰り下がり、6日2:00 - 2:30まで放送した。